# 鶏盲腸コクシジウム
鶏盲腸コクシジウム（にわとりもうちょうコクシジウム、学名：Eimeria tenella）とは、若齢の家禽に出血性の盲腸コクシジウム症を引き起こすアイメリア属の1種。
診断は糞便中のオーシストに基づいて行われる。